# 蒼波黎也
蒼波 黎也（あおは れいや、10月23日 - ）は、宝塚歌劇団雪組に所属する男役スター。
神奈川県横浜市、県立神奈川総合高等学校出身。身長175cm。愛称は「よっしー」、「りさ」、「ウルフ」。

## 来歴
2016年、宝塚音楽学校、入学。
首席入学者(新入生総代)として入学式で答辞を読む
2018年、音楽学校卒業後、宝塚歌劇団に104期生として入団。入団時の成績は6番。星組公演「ANOTHER WORLD／Killer Rouge」で初舞台。その後、雪組に配属。
2024年、彩風咲奈退団公演となる「ベルサイユのばら」で新人公演初主演。新人公演最終学年となる入団7年目での抜擢となった。

## 人物
実妹は星組男役の和波煌である。

## 主な舞台

### 初舞台
- 2018年4 - 6月、星組『ANOTHER WORLD』『Killer Rouge（キラー ルージュ）』（宝塚大劇場のみ）

### 雪組時代
- 2018年11 - 2019年2月、『ファントム』 - 新人公演：ポリニー（本役：陽向春輝）／客の男
- 2019年3 - 4月、『PR×PRince』（バウホール） - サム
- 2019年5 - 9月、『壬生義士伝』 - 新人公演：伊東甲子太郎（本役：煌羽レオ）／暴漢『Music Revolution!』
- 2019年10 - 11月、『はばたけ黄金の翼よ』『Music Revolution!』（全国ツアー）
- 2020年1 - 2月、『ONCE UPON A TIME IN AMERICA（ワンス アポン ア タイム イン アメリカ）』（宝塚大劇場） - 新人公演：アシモフ（本役：天月翼）／ミッキー（本役：叶ゆうり）
- 2020年2 - 3月、『ONCE UPON A TIME IN AMERICA（ワンス アポン ア タイム イン アメリカ）』（東京宝塚劇場）
- 2020年9 - 10月、『NOW! ZOOM ME!!』
- 2021年1 - 4月、『fff-フォルティッシッシモ-』『シルクロード〜盗賊と宝石〜』
- 2021年5 - 6月、『ほんものの魔法使』（バウホール・KAAT神奈川芸術劇場） - ラージャ・パンジャブ
- 2021年8 - 11月、『CITY HUNTER』 - 新人公演：北尾裕貴（本役：眞ノ宮るい）『Fire Fever!』
- 2022年1月、『Sweet Little Rock 'n' Roll』（バウホール） - アンディ／ティム
- 2022年3 - 6月、『夢介千両みやげ』 - 新人公演：一つ目の御前（本役：真那春人）『Sensational!』
- 2022年7 - 8月、『心中・恋の大和路』（ドラマシティ・日本青年館） - 甚内
- 2022年10 - 12月、『蒼穹の昴』 - 東安市場の男、新人公演：王逸（本役：一禾あお）
- 2023年2 - 3月、『BONNIE & CLYDE』（御園座） - エディ
- 2023年4 - 7月、『Lilac（ライラック）の夢路』 - 新人公演：アイヒタール（本役：諏訪さき）『ジュエル・ド・パリ!!』
- 2023年8 - 9月、『愛するには短すぎる』 - ビリー『ジュエル・ド・パリ!!』（全国ツアー）
- 2023年12月、『ボイルド・ドイル・オンザ・トイル・トレイル』 - シャーロック・ホームズ005・阿片窟の男／暴漢『FROZEN HOLIDAY（フローズン・ホリデイ）』（宝塚大劇場）
- 2024年1 - 2月、『ボイルド・ドイル・オンザ・トイル・トレイル』 - シャーロック・ホームズ005・阿片窟の男／暴漢、新人公演：ウィリアム・ブート（本役：諏訪さき）『FROZEN HOLIDAY（フローズン・ホリデイ）』（東京宝塚劇場）
- 2024年4 - 5月、『39 Steps』（バウホール） - 手下
- 2024年7 - 10月、『ベルサイユのばら-フェルゼン編-』 - 近衛兵ジャン、新人公演：ハンス・アクセル・フォン・フェルゼン（本役：彩風咲奈） 新人公演初主演[4][2]
- 2024年12 - 2025年1月、『FORMOSA!!（フォルモサ）』（ドラマシティ・KAAT神奈川芸術劇場） - エドモンド・ハレー
- 2025年3 - 6月、『ROBIN THE HERO』 - ハリー・クロフォード、新人公演：リトル・ジョン（本役：真那春人）『オーヴァチュア!』
- 2025年8 - 9月、『An American in Paris（パリのアメリカ人）』（御園座） - ズルトフラフスキー（Z先生）
- 2025年11 - 2026年2月、『ボー・ブランメル〜美しすぎた男〜』『Prayer〜祈り〜』

## 出演イベント
- 2024年8月、彩風咲奈ディナーショー『LAST MISSION』